# Кущ, Павел Порфирьевич
Павел Порфирьевич Кущ (08.10.1920 или 1918 — после 1985) — советский военный лётчик, лауреат Сталинской премии.
Родился в селе Елизаветовка Новомосковского уезда Екатеринославской губернии (позже — Днепропетровская область, Петриковский район).
Окончил школу в Днепродзержинске.
На военной службе с 12.12.1939. В декабре 1942 года окончил Качинское лётное училище. Член партии с 1943 года.
С января 1943 года — на фронте: пилот, старший лётчик, командир звена, заместитель командира эскадрильи 39-го отдельного разведывательного Никопольского авиационного полка (до 21.01.1944 50-я отдельная разведывательная авиаэскадрилья).
После войны служил лётчиком особого горно-экспедиционного топографического (с 1951 г. — 43-го топогеодезического) отряда Туркестанского военного округа.
Лауреат Сталинской премии 1952 года (в составе коллектива) — за разработку географической карты.
Награждён орденами Красной Звезды (30.06.1943), Красного Знамени (29.04.1944), Отечественной войны I степени (12.01.1945), Отечественной войны II степени (06.04.1985), медалью «За боевые заслуги» (15.11.1950).
Подполковник. Дата окончания службы: 31.10.1962.
Умер не ранее 1985 года.